# Tequesta
Tequesta és una població dels Estats Units a l'estat de Florida. Segons el cens del 2000 tenia 5.273 habitants.

## Demografia
Segons el cens del 2000, Tequesta tenia 5.273 habitants, 2.344 habitatges, i 1.521 famílies. La densitat de població era de 1.163,4 habitants/km².
Dels 2.344 habitatges en un 22,8% hi vivien nens de menys de 18 anys, en un 55,7% hi vivien parelles casades, en un 7% dones solteres, i en un 35,1% no eren unitats familiars. En el 29,5% dels habitatges hi vivien persones soles el 17,8% de les quals corresponia a persones de 65 anys o més que vivien soles. El nombre mitjà de persones vivint en cada habitatge era de 2,22 i el nombre mitjà de persones que vivien en cada família era de 2,75.
Per edats la població es repartia de la següent manera: un 19,1% tenia menys de 18 anys, un 4% entre 18 i 24, un 22,9% entre 25 i 44, un 27,1% de 45 a 60 i un 26,9% 65 anys o més.
L'edat mediana era de 48 anys. Per cada 100 dones de 18 o més anys hi havia 83,3 homes.
La renda mediana per habitatge era de 58.825 $ i la renda mediana per família de 72.683 $. Els homes tenien una renda mediana de 51.563 $ mentre que les dones 31.855 $. La renda per capita de la població era de 34.974 $. Entorn de l'1,6% de les famílies i el 3,2% de la població estaven per davall del llindar de pobresa.

## Poblacions properes
El següent diagrama mostra les poblacions més properes.